# Durchschnittskontakt
Der Durchschnittskontakt, englisch Opportunity to see (OTS) im TV bzw. Opportunity to hear (OTH) im Radio, ist eine Kennziffer der Mediaplanung. Sie ist eine Messgröße dafür, wie oft die mindestens einmal erreichten Personen im Durchschnitt erreicht wurden. Der Durchschnittskontakt ist neben Netto-Reichweite und Gross rating point (GRP) einer der drei wichtigsten Werte der Mediaplanung. Mit diesen drei Werten lässt sich die Werbewirkung einer Werbekampagne zumindest oberflächlich bewerten. Dabei gibt die Nettoreichweite an, wie viele Personen einer Zielgruppe mindestens einmal erreicht wurden. Mehrfachkontakte zählen dagegen nicht. Die Angabe erfolgt in Prozent.
Da es sich bei dem Durchschnittskontakt um einen Durchschnittswert handelt, ist es nötig, die Kontaktverteilung genauer anzusehen. Oft werden Werbekampagnen mit einer gewünschten Mindestanzahl an Durchschnittskontakten geplant, um die Werbebotschaft am Markt durchzusetzen. Die so erzielte Reichweite wird dann als qualifizierte Reichweite bezeichnet. Manchmal werden auch Kontaktkorridore – etwa 4 bis 6 Kontakte – gesetzt, um einerseits eine Mindestanzahl an Kontakten zu generieren, andererseits aber auch zu vermeiden, Konsumenten durch zu hohen Werbedruck zu verärgern. Nur Personen, die sich innerhalb dieses Korridors befinden werden dann als qualifizierte Kontakte gezählt.
Reichweite und Kontaktanzahl können nicht gleichzeitig optimiert werden. Je nach Kampagnenziel muss daher entschieden werden, welcher der beiden Werte der jeweils wertvollere ist: Sollen möglichst viele Leute die Werbebotschaft wahrnehmen (zum Beispiel, um ein neues Produkt überhaupt erst bekannt zu machen) oder sollen die Personen, die mit der Botschaft Kontakt hatten, möglichst oft angesprochen werden (zum Beispiel, um sie bei häufig gekauften Waren an den nächsten Kauf zu erinnern). Je nach Vorgabe muss die Mediaplanung entsprechend ausgelegt werden.
Als GRP („Gross rating point“) werden in der Mediaplanung schließlich die Angaben der Bruttokontakte bezeichnet, das heißt, hier wird jeder Werbekontakt mit einer Person aus der Zielgruppe gerechnet, auch wenn es ein Mehrfachkontakt ist. GRP's werden indiziert und als dimensionslose Zahl angegeben. 100 GRP entsprechen dabei einmal der Zielgruppengröße.
Eine Beispielrechnung:
- Zielgruppe hat ein Potential von 10 Mio. Personen.
- Von diesen 10 Mio. Personen wurden 80 % = 8 Mio. mindestens einmal erreicht (= 80 % Nettoreichweite).
- Diese 8 Mio. erreichten Personen aus der Zielgruppe konnten im Durchschnitt 3,5 mal mit der Werbebotschaft in Kontakt kommen (3,5 OTS, Durchschnittskontakte).

Zusammenfassend: 80 Prozent, also 80 × 3,5 OTS ergibt 280 GRP (Bruttoreichweite)
Anders ausgedrückt: da 100 GRP bedeuten, dass die Zahl der Bruttokontakte die ursprüngliche Zielgruppengröße einmal erreicht hat, sind insgesamt 2,8 (280/100) × 10 Mio. Bruttokontakte = 28 Mio. Kontakte mit der Werbebotschaft erreicht worden.